# ووله آودالوویچ
ووله آودالوویچ (سیریلیک صربی: Вуле Авдаловић؛ زادهٔ ۲۴ نوامبر ۱۹۸۱) بازیکن سابق و مربی بسکتبال اهل صربستان است.
از باشگاه‌هایی که در آن بازی کرده‌است می‌توان به باشگاه بسکتبال والنسیا، باشگاه بسکتبال پارتیزان، و آلبا برلین اشاره کرد.
وی در مسابقات کشوری و بین‌المللی در مجموع برندهٔ ۱ مدال طلا شده‌است.